# Coelocormus huxleyi
Coelocormus huxleyi är en sjöpungsart som beskrevs av William Abbott Herdman 1886. Coelocormus huxleyi ingår i släktet Coelocormus och familjen Didemnidae. Inga underarter finns listade i Catalogue of Life.